# Майкл Джексон
Майкл Джо́зеф Дже́ксон (англ. Michael Joseph Jackson; 29 серпня 1958, Гері — 25 червня 2009, Лос-Анджелес) — американський співак, танцюрист, кіноактор, автор пісень, який досяг міжнародної популярності у 12-річному віці як соліст дитячого гурту «The Jackson 5» («П'ятірки Джексонів»), а згодом став одним із комерційно найуспішніших сольних артистів в історії. Володар численних премій та нагород; вважається «королем попмузики».
Найбільшим визнанням користуються три альбоми, записані під керівництвом продюсера Квінсі Джонса, — «Off the Wall» (1979), «Thriller» (1982) і «Bad» (1987). «Thriller» був занесений у Книгу рекордів Гіннесса як диск, що був розпроданий найбільшим накладом за всю історію музики (108 млн примірників, станом на 2010 рік).
В активі Джексона тринадцять премій «Ґреммі», стільки ж разів він підіймався зі своїми піснями на перший щабель американських чартів продажів. Двічі його ім'я занесене до Зали слави рок-н-ролу — як учасника «П'ятірки Джексонів» (1997) і як сольного виконавця (2001).

## Життєвий і творчий шлях

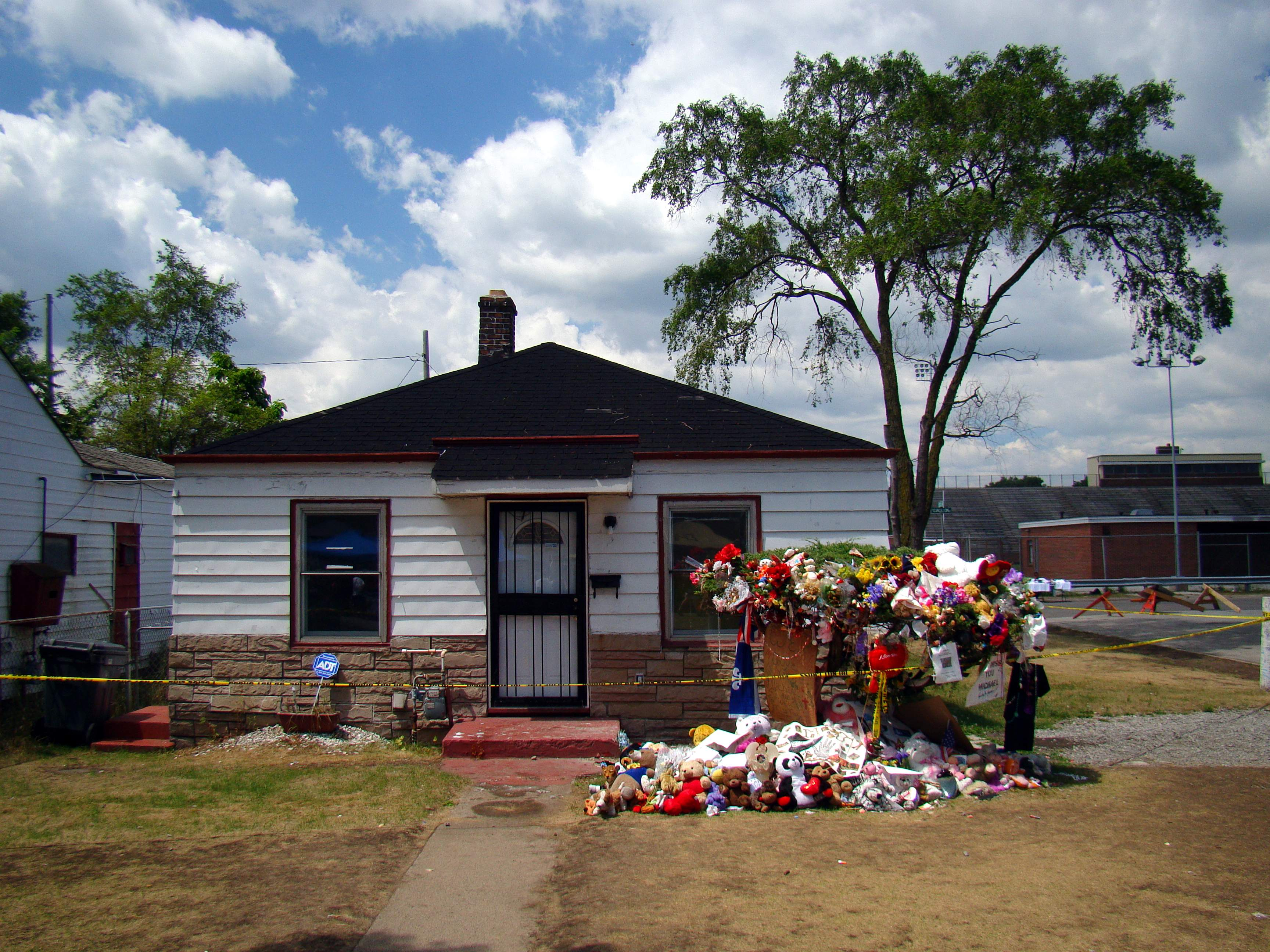
Дім дитинства Джексона в Гері, штат Індіана, фото в березні 2010 року.

Майкл Джексон народився восьмою дитиною у родині афроамериканців в Гері (Індіана). Його батько, Джозеф Джексон (англ. Joseph Jackson), працював кранівником на заводі, а мати, Кетрін Джексон (англ. Katherine Jackson), — у великій компанії промислового устаткування «Сірс» (англ. Sears). Правила поведінки в сім'ї були досить суворі й батько дозволяв собі бити дітей.
1964 року в шестирічному віці Майкл увійшов до складу попгурту «The Jackson 5», створеного братами під керівництвом батька, у ролі співака. Їхній батько Джо був непоганим блюзовим гітаристом, і своєю музичною обдарованістю брати Джексон зобов'язані саме йому. Спочатку він грав на бонго і тамбуринах, але з часом зайняв у гурті положення лідера, і став провідним вокалістом. Вже у 7-річному віці Майкл був хореографом гурту. Всупереч явному впливу Джеймса Брауна, Джексон навіть на ранньому етапі намагався йти своїм шляхом. Він відразу ж привернув до себе увагу властивою тільки йому вокальною стилістикою і самостійно винайденими танцювальними рухами, що стали невіддільним елементом його виступів.
Наприкінці 1968 року гурт підписав контракт із відомою звукозаписною компанією Motown Records і видав перші свої ранні хіти: «I Want You Back», «ABC» та «I'll Be There». The Jackson Five здобув популярність у 1969 році, коли дебютний запис «Я хочу тебе повернути» (англ. I Want You Back) посів перше місце в американських хіт-парадах. У 1976 році перейменований в «The Jacksons».

### 1970-ті

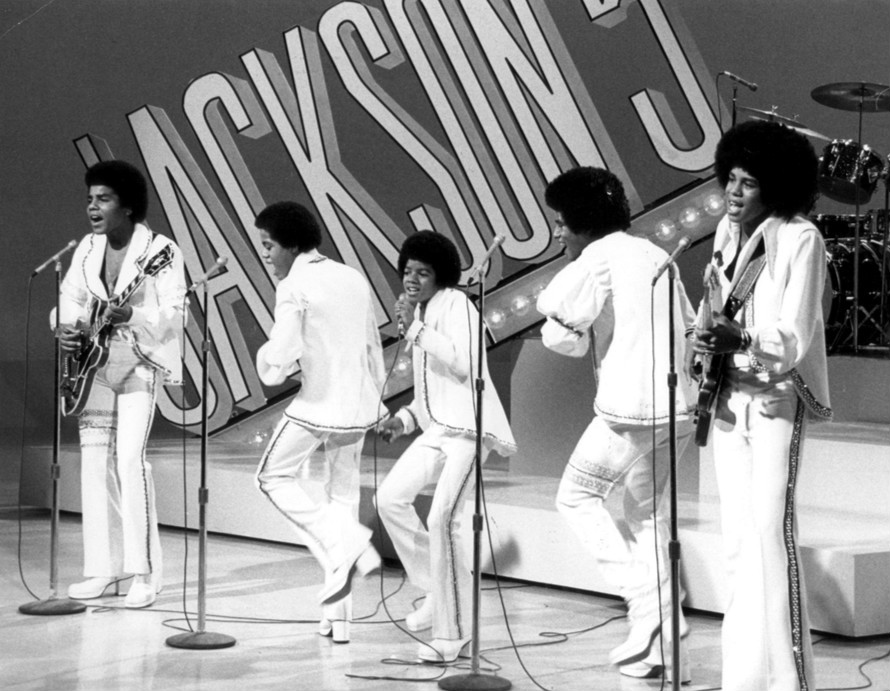
Майкл Джексон (у центрі) як учасник «The Jackson 5» у 1972 році. Група була одними з перших афроамериканських виконавців, які досягли великих успіхів.

У 1970-ті роки гурт стає особливо популярним і в 1976 році вже випускає антологію своїх творів. В 1971 році Майкл випустив свій перший сольний альбом «Got to Ве There». Балада зайняла верхній рядок у хіт-парадах не тільки в США, але й у Європі.
У 1978 році Джексон познайомився з продюсером Квінсі Джонсом (англ. Quincy Jones), і незабаром під його керівництвом співак записав один з найвідоміших своїх соул-альбомів «Off the Wall» (1979), у якому зарекомендував себе вже зрілим майстром. Цей альбом знову став чемпіоном американського хіт-параду, один з його синглів був визнаний гідним премії Ґреммі.

### 1980-ті

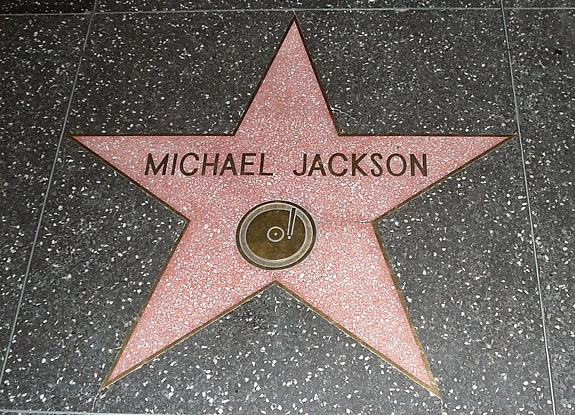
Зірка Майкла Джексона на Алеї слави зірок

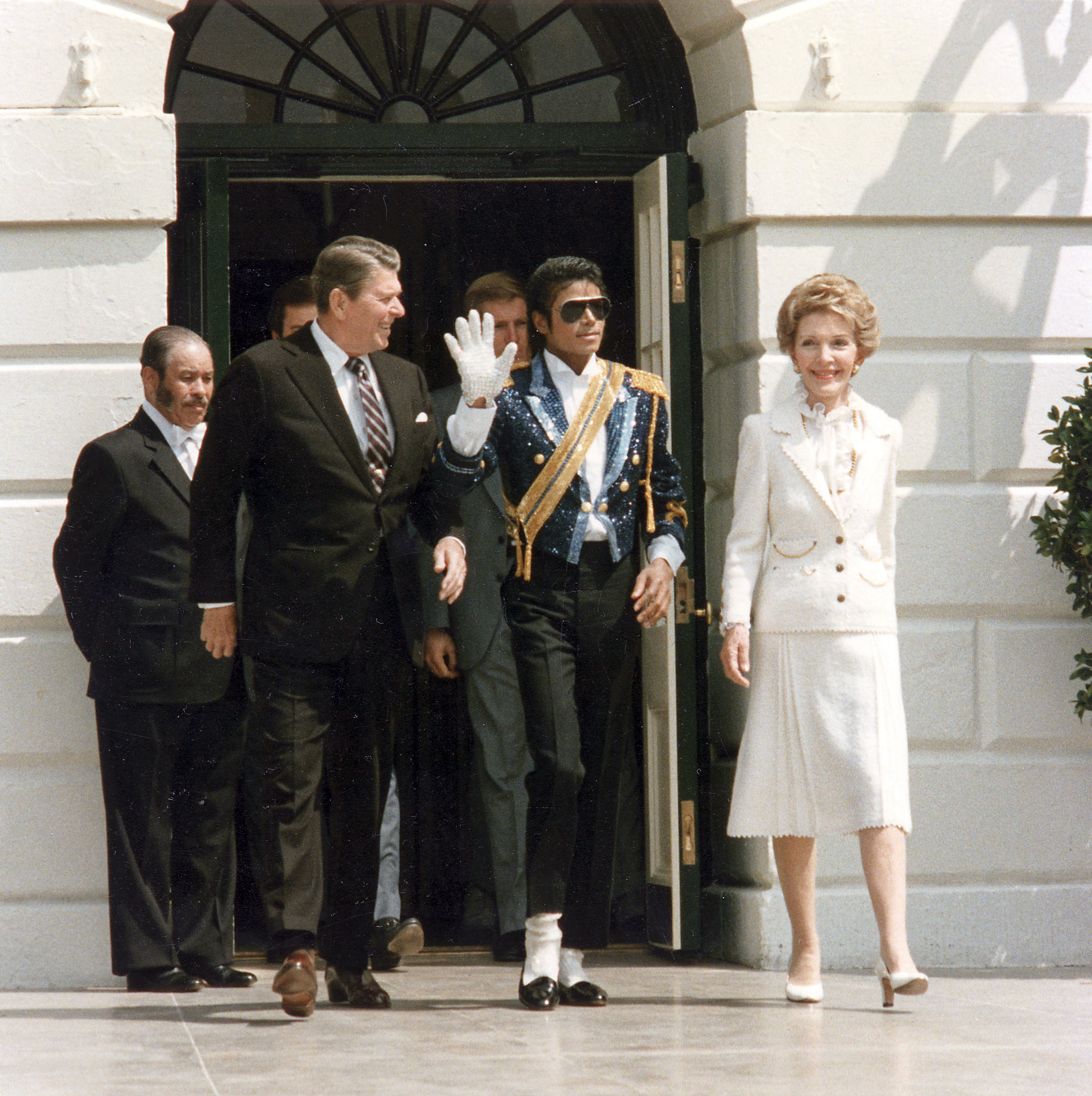
Майкл Джексон 14 травня 1984, під час церемонії біля Білого Дому на старті кампанії проти водіння в нетверезому стані.

У 1982 році Майкл випустив альбом, створений на основі фантастичного фільму Стівена Спілберга «Іншопланетянин» (англ. Е.T. the Extra-terrestrial). І хоча альбом через юридичні порушення зняли з продажу, проте Джексон за цей фільм був визнаний гідним другої премії «Ґреммі».
Другий альбом у 1982 році називався «Thriller» Альбом побив усі наявні рекорди за кількістю проданих екземплярів і утримує цей титул і дотепер. Заробіток самого Майкла на альбомі склав $53 млн доларів. В альбом увійшли хіти, кожний з яких підтримувався відеокліпом, що, безсумнівно, розширило межі жанру. Відеокліпи, у яких демонструвалася його неабияка майстерність не тільки як співака, але й танцівника, перебували у «гарячій» ротації на тільки-но створеному музичному телеканалі MTV, і відкрили шлях до успіху для багатьох темношкірих виконавців.
Саме в цей період преса припинила асоціювати Джексона суто з «чорною музикою». Примітно у зв'язку з цим, що в записі альбому брали участь багато білих артистів, у тому числі колишній учасник групи «The Beatles» Пол Маккартні «Дівчина моя» (англ. The Girl Is Mine). У січні 1984 року Джексон був висунутий відразу на 12 номінацій премії «Ґреммі», 11 з яких саме за альбом. Він отримав 8 з 12 нагород, що стало рекордом. Фактично відтоді Джексон отримав титул «короля попмузики». За іншими відомостями, він сам почав себе так іменувати з 1991 року.

### Інцидент з Pepsi та інша комерційна діяльність (1984—1985)
Починаючи з 80-х років унаслідок особливостей своєї поведінки Джексон регулярно асоціювався в пресі з Пітером Пеном, героєм творів шотландського письменника Джеймса Баррі, хлопчиком, який не хотів дорослішати. У середині 2000-х років і сам Джексон говорив, що в душі він Пітер Пен. У 1983 році Майкла Джексона спонсорує компанія «Пепсі». Окрім композиторського і виконавського таланту, з цього періоду критики почали відзначати й танцювальну майстерність Джексона. У зв'язку з цим в зростанні його популярності підкреслювалася роль телебачення, що могло продемонструвати його сценічну поведінку.
У січні 1984 року в результаті піротехнічної несправності під час одного з виступів Джексон отримав множинні опіки голови. У тому ж році він зробив останній тур «Вікторі» (англ. Victory) з «П'ятіркою Джексонів», в записах яких він на той час вже відійшов на задній план. Турне вилаяли за погану організацію — за свідченням окремих джерел, гастролі врятувала тільки участь Майкла. Проте на концерти турне за участю популярного співака було продано рекордну кількість квитків за всю історію існування попмузики.
У 1985 році Майкл випускає свій «африканський» сингл «Ми — світ» (англ. We Are The World), що відразу ж стає міжнародним хітом. В середині 1980-х років Джексон став відомим через свою ексцентричність. За $47,5 млн доларів скуповує контрольний пакет акцій ATV Music company, яка володіла правами на записи Джона Леннона і Пола Маккартні, тим самим пориваючи дружні стосунки з останнім, який хотів сам заволодіти акціями компанії. Лише на початку 2009 року він вирішив повернути придбаний каталог Маккартні.

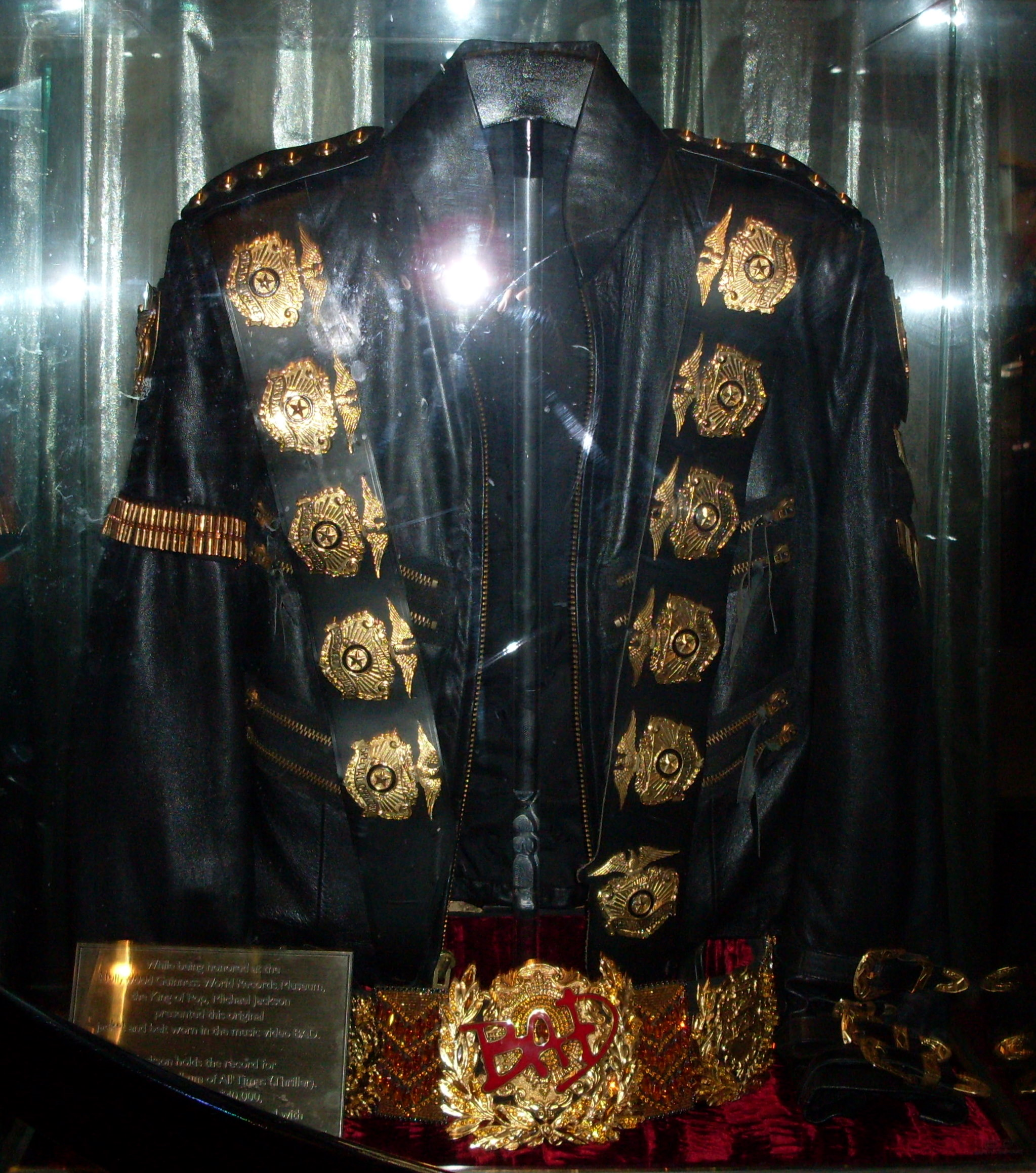
Сценічний костюм під час концертних виступів. Альбом «Bad», 1987 рік.

У 1987 році Джексон після трирічної перерви відновив концертну діяльність, цього разу організувавши особисте турне, а також випустив новий альбом «Bad». Міжнародне турне у підтримку альбому принесло 125 млн доларів чистого прибутку.
У той період в пресі часто писали про те, що в Джексона змінилася форма носа, а це, на їх думку, свідчило про перенесену ним пластичну операцію. 1987 року в Джексона помітно побіліла шкіра, що призвело до чуток про лікарське втручання. Проте в автобіографії він спростував ці чутки, заявивши, що не робив численних пластичних операцій, які приписувала йому преса, а зміну своїй зовнішності пояснив переходом на вегетаріанську дієту. Попри це, преса продовжувала стверджувати зворотне: зокрема, в 1989 році повідомлялося, що через втручання пластичних хірургів його зовнішність, особливо форма носа, істотно постраждали. Пізніше, в 1993 році, Джексон заявляв, що освітлення його шкіри пов'язане зі спадковим захворюванням. 1998 року після зустрічі з артистом представники одного з американських таблоїдів заявили про відсутність слідів пластичної хірургії на його обличчі та публічно вибачились.

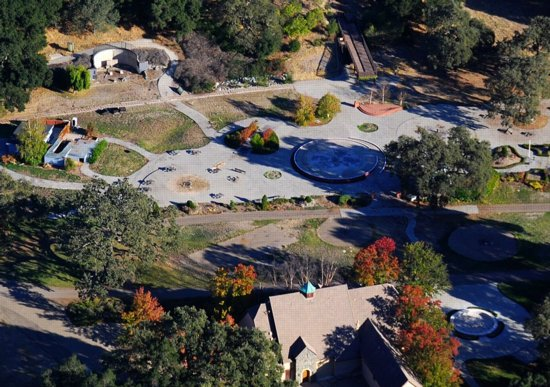
Ранчо Neverland, Лос-Олівос, Каліфорнія.

У 1988 році Джексон був найвисокооплачуванішим естрадним артистом. Він купив ранчо в Каліфорнії, перейменував його в Neverland (на честь чарівного світу з казок про Пітера Пена, в якому діти припиняють рости й старіти), влаштувавши там парк атракціонів і зоопарк.

### 1990-ті
Свій наступний альбом «Dangerous» Джексон випустив у 1991 році. Це був перший з його популярних альбомів, в підготовці якого не брав участь Квінсі Джонс. Цей альбом був найтривалішим за часом звучання — 76 хвилин. До того ж співак спробував змінити стиль — це був техно-поп, у якому всі мелодії були загострені.
У 1990-ті роки Джексон займався доброчинністю, зокрема допомагав дітям з різних країн. Так, у 1992 році під час громадянської війни в Югославії він пожертвував великі суми грошей дітям Сараєво, а наприкінці 1990-х років надавав допомогу біженцям з Косово.
На початку 1990-х років почали з'являтися публікації, автори яких звинувачували Джексона в крадіжці текстів пісень, хоча сам співак заперечував свою причетність до плагіату.

### Перші звинувачення в сексуальному насильстві над дітьми та перший шлюб (1993—1995)
Водночас наростальний інтерес преси почало викликати особисте життя Джексона. У серпні 1993 року співак був звинувачений в сексуальних домаганнях до 13-річного (згідно з деякими джерелами, 11-річного) хлопчика. Джексон відкинув усі звинувачення, але розв'язав питання поза судом, заплативши родині хлопчика більше ніж 20 млн доларів. Попри свою репутацію Джексон продовжив виступи: зокрема, через місяць після скандалу він приїхав з концертом до Москви. Проте, вже в листопаді 1993 року він раптово перервав концертний тур, після чого позбувся підтримки компанії «Пепсі» (англ. Pepsi Co.), що виступала основним спонсором впродовж попередніх дев'яти років. В цей час писалося, що через нервові зриви Джексон набув залежності від болезаспокійливих ліків.
У травні 1994 року Майкл Джексон одружився з дочкою Елвіса Преслі Лізі Марі Преслі. Офіційна церемонія відбулася в Домініканській республіці. Цей факт отримав широкого розголосу на сторінках преси. На шпальтах газет цей шлюб був висвітлений як спроба артиста поліпшити свій імідж після історії зі звинуваченнями щодо сексуальних домагань. Шлюб розпався вже в січні 1996 року.

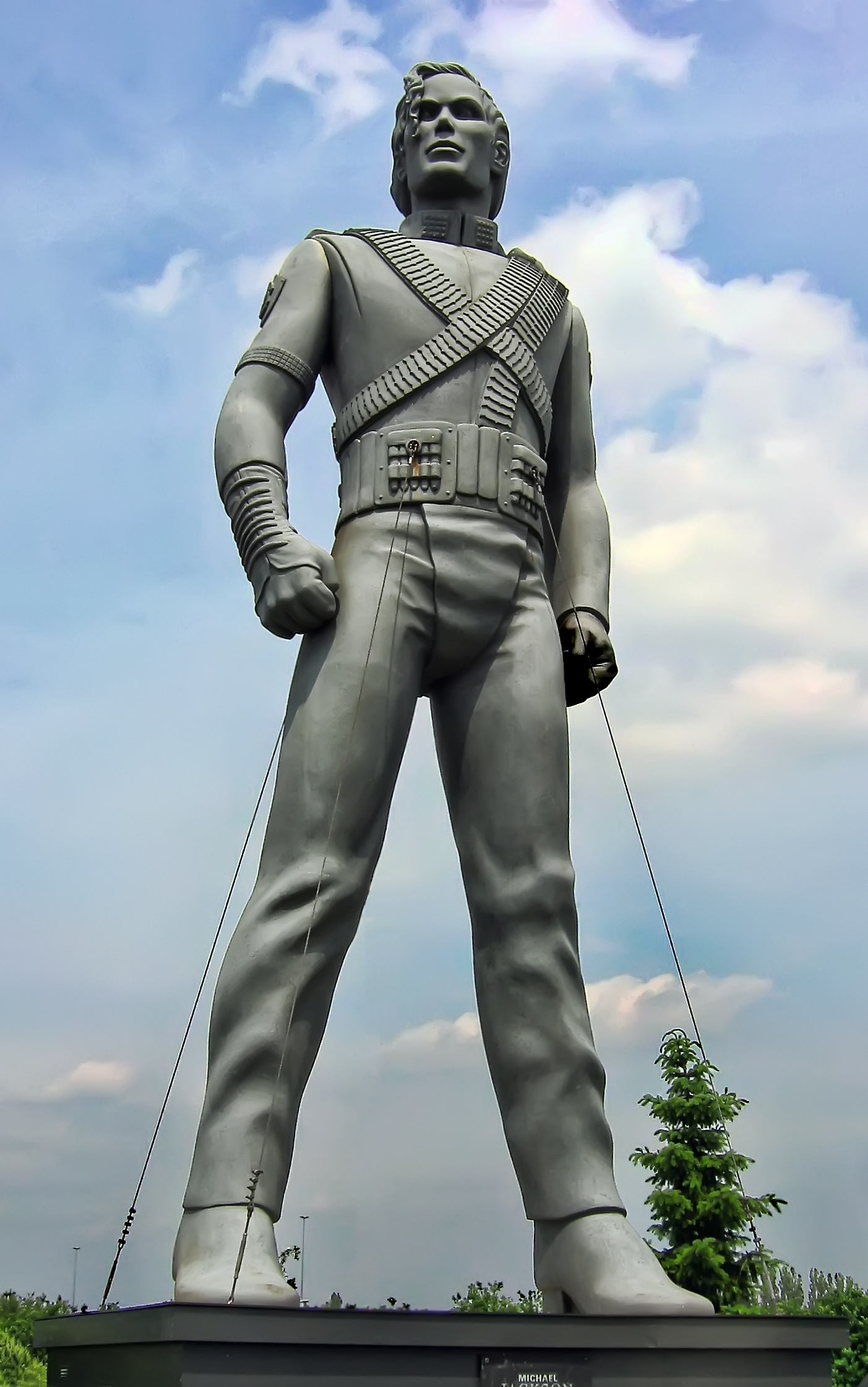
Одна з багатьох статуй зведених по Європі під час туру на підтримку альбому «HIStory».

Попри все, Майкл зумів підтвердити високу репутацію зірки, випустивши свій наступний подвійний альбом у 1995 році «HIStory»» (повна назва — англ. HIStory: Past, Present and Future — Book I), значна частка якого складалася з хітів минулих років. Тираж 14 млн дисків. У записі альбому брала участь попзірка сестра Майкла Джанет Джексон (англ. Janet Jackson). Концертний тур «HIStory» став відомий масштабними шоу-виставами, в яких Джексон з'являвся у вигляді месії, і спорудженням десятиметрової статуї співака в місцях його концертів по Європі, Австралії та Південній Африці.
Через десять місяців після розлучення Джексон одружується вдруге — на 39-річній медсестрі Деббі Роу (англ. Debbie Rowe). У лютому 1997 року у подружжя народився син Принц Майкл (англ. Prince Michael), а у квітні 1998 — донька Періс Майкл (англ. Paris Michael). Проте восени 1999 року їхній шлюб розпався.
У 1997 році вийшов альбом «Blood On The Dance Floor: HIStory In The Mix», що переважно складався з реміксів пісень з попереднього альбому, але позитивно оцінений критиками. 1999 року Джексон повідомляв, що записує альбом з групою своїх братів, а наступного року — що працює над новим сольним альбомом, який при цьому буде останнім.
У 1999 році в Мюнхені артист організував відомий концерт «Джексон і друзі», в якому окрім нього брали участь, зокрема, такі групи як «Статус кво» (англ. Status Quo) та «Скорпіонс» (англ. Scorpions), доходи від шоу пішли до фонду ЮНЕСКО, організації Червоного Хреста і до Дитячого фонду Нельсона Мандели.
Джексон був володарем безлічі музичних винагород. На церемонії World Music Awards у 2000 році він був названий найпродаванішим попвиконавцем тисячоліття .

### 2000-ні
Новий сольний альбом «Invincible», на запис якого Джексон витратив близько 30 млн доларів, вийшов наприкінці жовтня 2001 року і був неоднозначно оцінений критиками, проте він одразу посів перші місця у чартах більш ніж 20 країн.
Влітку 2002 року в Джексона народився ще один син Принц Майкл II (англ. Prince Michael II) — від невідомої сурогатної матері. Третє дитя Джексона здобуло популярність через скандальну історію, що сталася в Берліні: співак вирішив продемонструвати своє маля фанатам, присутнім під балконом його номера в готелі, він витягнув руку з немовлям над перилами, що було вкрай небезпечним. Це викликало обурення преси, а сам Джексон визнав тоді свою необачність.

### Другі звинувачення у жорстокому поводженні з дітьми та виправдання (2002—2005)
Починаючи з травня 2002 року, група на чолі з Мартіном Баширом (англ. Martin Bashir) стежила за Джексоном протягом кількох місяців. Новий скандал за участю Джексона зачався в лютому 2003 року, коли показали документальний фільм Башира «Життя з Майклом Джексоном», знятий про нього. У фільмі Джексон, зокрема, розповідав про свою любов до дітей, про наміри всиновити по два немовля з кожного континенту. Він повідомляв, що чужі діти ночують у нього в садибі — йшлося про дванадцятирічного хлопчика Гевіна Арвізо (англ. Gavin Arvizo), що хворів на рак. Він сказав, що не бачить нічого поганого в тому, щоб ночувати з неповнолітніми та ділити ліжко та спальню з різними людьми, що викликало суперечки. Він наполягав, що нічліг не був сексуальним і що його слова неправильно зрозуміли. У листопаді за заявою адвокатів хлопчика на ранчо Neverland було здійснено обшук (частина ранчо була зруйнована). Сам Джексон був заарештований за звинуваченням у розтлінні неповнолітніх, але незабаром був відпущений під заставу. Співак при цьому відкидав усі звинувачення. 18 листопада 2003 року Джексон спільно з Sony випустив збірник найбільших хітів «Номер перший» (англ. Number Ones), який розійшовся тиражем 6 млн копій.
У жовтні 2003 року Джексон отримав ключ від міста Лас-Вегас від мера Оскара Гудмана.
18 грудня 2003 року влада Санта-Барбари пред'явила Джексону звинувачення в семи випадках розбещення дітей і двох випадках споювання неповнолітніх алкогольними напоями. Джексон заперечив звинувачення та не визнав себе винним. Суд у справі «Народ проти Джексона» розпочався 31 січня 2005 року в Санта-Марії, штат Каліфорнія, і тривав до кінця травня. Джексон вважав цей досвід стресом, який вплинув на його здоров'я. Якби його визнали винним, йому б загрожувало до 20 років позбавлення волі. 13 червня 2005 року Джексон був виправданий за всіма пунктами звинувачення. Після суду він став замкнутим і переїхав до Бахрейну як гість шейха Абдулли. У грудні 2009 року Федеральне бюро розслідувань (ФБР) оприлюднило файли Майкла Джексона. Ці файли розкрили роль Бюро в судовому процесі 2005 року та звинуваченнях проти Джексона 1993 року. Серед інших викриттів, ФБР не знайшло доказів злочинної поведінки Джексона.
Восени 2004 Майкл Джексон випустив набір із 5 дисків «Michael Jackson: The Ultimate Collection' Box Set», який містить 57 треків і 13 раніше невипущених записів, які охоплюють період з 1969 по 2004 роки, а також невиданий раніше живий концерт 1992 року на DVD. Восени 2004 року на Джексона було заведено ще одну справу за заявою про сексуальне насильство, нібито скоєному 20 років тому. Суд, що продовжувався 5 місяців 2005 року, зняв із Джексона всі звинувачення. Після суду артист вилетів до Бахрейну, де був прийнятий королівською родиною. У жовтні 2005 року повідомлялося, що Джексон вирішив залишитися в Бахрейні. У травні 2005 року під час суду над Джексоном були оприлюднені свідоцтва, що артист знаходився на межі банкрутства. У липні 2005 року фінансова компанія Prescient подала до суду на Джексона, зажадавши від нього виплати 48 млн доларів за умовами договору, згідно з яким компанія повинна була рефінансувати борг Джексона Банкові Америки в 272,5 млн доларів. Суперечка була врегульована позасудовим шляхом тільки в червні 2007 року, але до того часу до Джексона з вимогою стягнення боргів звернувся також численний штат його колишніх працівників.
Проте у червні наступного року представник Джексона оголосив, що співак знаходиться в Ірландії та збирається переїхати в Європу. Наприкінці грудня 2006 року Джексон повернувся до США.
У 2006 році він здобув діамантову нагороду за продаж більше ніж 100 мільйонів дисків.
У листопаді 2007 року було оголошено про випуск ювілейного видання альбому «Thriller» — «Thriller 25». Видання старих записів, реміксів та деяких нових пісень вийшло в лютому 2008 року.
У листопаді 2008 року Джексон передав свій маєток Neverland з особистої власності у власність корпорації, в якій він був лише одним зі співвласників. У тому ж місяці стало відомо, що син короля Бахрейну шейх Абдулла бін Хамад Аль-халіфа (англ. Abdulla bin Hamad Al Khalifa) подав до суду на Джексона у зв'язку з тим, що той не випустив альбоми та автобіографію, на створення яких шейх дав гроші у 2005 році. Джексон заявив, що надані йому гроші були лише дарунками та ніяких остаточних домовленостей на той момент ще не було досягнуто, проте врешті-решт сам врегулював суперечку позасудовим шляхом.
21 листопада 2008 року газета написала, що Джексон перейшов в іслам та змінив своє ім'я на «Mikaeel».

### Смерть
Вдень 25 червня 2009 року Джексон раптово помер у 50-річному віці через зупинку дихання та серця через передозування ліками. Побічну дію ліків поліція розглядає як найпершу версію раптової смерті короля попмузики. За неофіційною інформацією, Майкл Джексон перестав дихати після чергової ін'єкції знеболювального препарату. Начебто, після ін'єкції сильнодійного знеболювального препарату «Демерол» у Джексона почалося ускладнення: він дихав все повільніше, поки не припинив дихати зовсім.
Майкл був доправлений до лікарні Університету Каліфорнії у Лос-Анджелесі бригадою екстреної допомоги 911 нібито в стані коми, але лікарі не змогли врятувати його життя. Смерть настала близько 15 години за місцевим часом GMT-8:00 (1 година ночі за Києвом).
Щодо факту смерті Майкла Джексона проводилося розслідування.
Розтин тіла попкороля провели у п'ятницю, 26 червня 2009 року.
27 червня 2009 року родичі Джексона висунули вимогу провести ще один розтин тіла. У родини залишилися питання, на які досі не було відповіді.
«Є чимало запитань, наприклад, 12-годинна прогалина між тим, коли Майклу стало недобре, і тим часом, коли медики заявили, що він не дихає. Що сталося у цей час? Ми не знаємо…», — каже Джессі Джексон, тезко попкороля та відомий правозахисник.
Повторний огляд тіла Майкла провів приватний паталогоанатом, найнятий родиною Джексонів. Висновків фахівця Джексони не оприлюднюють досі.
Від початку розслідування особистого лікаря Джексона було оголошено у розшук. На цей час відомо, що медик уже вдруге дав свідчення у справі. Кардіолог Конрад Мюррей, ім'я якого спочатку не розкривали, постійно жив у домі Майкла. І, як каже родина, незадовго до смерті зробив йому фатальну ін'єкцію. Джексонів особливо цікавить роль цього лікаря, який доглядав зірку в останні години — близькі попідола прагнуть отримати від нього відповіді. Поліція припускає, що він останній, хто бачив Джексона живим.
Водночас адвокат Мюррея стверджує, що його підзахисного не підозрюють у причетності до смерті попкороля.
«Нас запевнили, що Мюррея не підозрюють у причетності до смерті пана Джексона. Але він свідок подій, що призвели до смерті пана Джексона, тому поліція і прагне знову з ним поговорити», — сказав адвокат.
29 червня 2009 року британський таблоїд «The Sun» оприлюднює приголомшливі подробиці першого розтину. Журналісти запевняють, що отримали копію висновків судмедекспертів. За цим документом, Джексон помер украй виснаженим, у його шлунку не знайшли нічого, окрім таблеток, він важив начебто 51 кілограм. Кілька ребер були поламані. На тілі виявили численні шрами від пластичних операцій, синці та подряпини. Крім того, пише видання, у Майкла Джексона нібито повністю відсутнє волосся. Утім, офіс лондонського коронера вже назвав цю інформацію неперевіреною.
22 липня 2009 року американські спецслужби обшукали клініку особистого лікаря Майкла Джексона. Обшук провів спецпідрозділ по боротьбі з поширенням наркотиків. За новою версією слідства смертельним для короля попмузики Майкла Джексона міг стати препарат «Діпріван». Це надзвичайно сильні ліки, які використовують для загальної анестезії перед операціями. Вводити «Діпріван» пацієнту може лише досвідчений анестезіолог і лише у клінічних умовах.
28 серпня коронер Лос-Анджелеса офіційно заявив, що смерть американського короля попмузики Майкла Джексона настала в результаті вбивства. За його словами, під час розтину тіла співака виявлено вміст у його крові пропофолу, лоразепаму та ряду інших сильнодійних речовин.

### Поховання
7 липня 2009 року світ прощався із королем попмузики. У «Стейплс-центрі» в Лос-Анджелесі провели публічну жалобну церемонію. Кілька кварталів навколо арени були закриті поліційними кордонами, щоби запобігти можливій тисняві. Тіло Майкла доставили у позолоченій труні, прикрашеній червоними трояндами. Мільйони шанувальників Майкла Джексона спостерігали за церемонією — провідні світові телеканали вели трансляцію наживо.
У жалобному концерті пам'яті Майкла Джексона взяли участь Лайонел Річі, Мерая Кері, Стіві Вандер, Брук Шилдс та інші. Труну попкороля встановили попереду сцени. Після виступу зірок світового шоу-бізнесу та інших знаменитостей, члени родини Майкла виголосили прощальну промову. Потому публічна церемонія прощання завершилася, і кортеж із труною Майкла Джексона рушив від «Стейплс-Центру».
Після публічної панахиди мерія Лос-Анджелеса поставила питання: хто буде платити за забезпечення у місті підвищених заходів безпеки? Місто сподівається компенсувати від 2 до 4 мільйонів доларів США. Для цього створили вебсайт, на якому шанувальники творчості Майкла Джексона могли зробити пожертву. «Місту потрібна допомога», — заявив Метт Сабо, речник мера Лос-Анджелеса.
До публічного прощання останню шану співаку віддали рідні та близькі друзі. Приватна церемонія відбулася на цвинтарі Форест-Лаун у Лос-Анджелесі, де його і поховано.
Раніше, за повідомленням британської газети «Daily Telegraph», рідні співака розмірковували над тим, щоб помістити тіло в скляну труну або провезти в запряженій білим конем кареті для того, щоб фанати змогли провести Джексона в останню путь, не сходячи з узбіччя. Водночас, як повідомляє газета, в маєтку Майкла Джексона «Neverland» розпочалися будівельні роботи — в районі помістя курсують автомобілі, бульдозери, бетономішалки та інша будівельна техніка, ходять робочі. Що саме відбувається у «Неверленді» — достеменно невідомо.
Напередодні ЗМІ повідомляли про те, що приготування до похорону викликали суперечку в родині Джексона, деякі члени якої хотіли нібито провести закриту від сторонніх жалобну церемонію. Однак останнім часом серед близьких покійного запанувала думка про те, що Майкл був би не проти, аби у його прихильників була можливість побачити свого кумира востаннє.
Раніше батько Майкла Джексона повідомив, що плани щодо похорону ще не визначені, оскільки сім'я чекає результатів зробленого приватним патологоанатомом розтину тіла співака. Джозеф Джексон також спростовував чутки про те, що співака поховають на ранчо «Neverland».
Оглядачі припускали, що похорон Майкла Джексона може стати наймасштабнішим з часів принцеси Діани.

### Заповіт
Заповіт Майкла Джексона надійшов до суду Лос-Анджелеса. Усі свої статки король попмузики заповів трастовому фонду родини Джексонів, а його розпорядником призначив свою матір. Їй же Майкл Джексон попросив надати опіку над трьома своїми дітьми. Якщо ж із пані Джексон щось трапиться, опікуватиметься дітьми знаменита співачка Даяна Росс. Колишня дружина зірки й матір його двох дітей — Деббі Роу — у заповіті взагалі не фігурує. Також Джексон не залишив жодного центу своєму батькові.
У співака залишилося троє дітей — Прінс Майкл-молодший, Періс Кетрін Майкл (від шлюбу з медсестрою Деборою Джейн Роу) і Прінс Майкл II.
Ім'я матері останньої дитини, що народилася у 2002 році, Джексон завжди тримав у таємниці. Він лише заявив, що дитина з'явилася в результаті штучного запліднення.
Заповіт Майкл Джексон написав ще у 2002, тоді його статки становили майже пів мільярда доларів.

## Хвороба та зовнішній вигляд
Майкл хворів на вітиліго, через цю хворобу колір його шкіри ставав світлішим. Після прогресування хвороби Майкл почав завжди ходити під парасолькою і в максимально закритому одязі, щоб сонячні промені не потрапляли на уражену шкіру.

## Кумири Майкла Джексона
Майкл Джозеф Джексон обожнював музику композитора Сергія Прокоф'єва, Петра Чайковського, гурту Бі Джіс. Також серед музичних виконавців Джексону особливо подобались Джеймс Браун, Джекі Вілсон, Смокі Робінсон, Діана Росс, і ще гурт The Temptations.
Крім того, Майкл Джексон захоплювався творчістю американського тріо коміків The Three Stooges.

## Дискографія

### Студійні альбоми
- 1971 — Got to Be There
- 1972 — Ben
- 1973 — Music and Me
- 1975 — Forever, Michael
- 1979 — Off the Wall
- 1982 — Thriller
- 1987 — Bad
- 1991 — Dangerous
- 1995 — HIStory: Past, Present and Future Book I
- 1997 — Blood on the Dance Floor: HIStory in the Mix
- 2001 — Invincible

### Посмертні альбоми
- 2010 — Michael
- 2014 – Xscape

### Сингли, що посіли перші сходинки у чартах

#### США
- 1972 — «Ben»
- 1979 — «Don't Stop 'Til You Get Enough»
- 1980 — «Rock With You»
- 1983 — «Billie Jean»
- 1983 — «Beat It»
- 1983 — «Say Say Say» (дует з Полом Маккартні)
- 1987 — «I Just Can't Stop Loving You»
- 1987 — «Bad»
- 1987 — «The Way You Make Me Feel»
- 1988 — «Man in the Mirror»
- 1988 — «Dirty Diana»
- 1991 — «Black or White»
- 1995 — «You Are Not Alone»

#### Велика Британія
- 1981 — «One Day in Your Life»
- 1983 — «Billie Jean»
- 1987 — «I Just Can't Stop Loving You»
- 1991 — «Black or White»
- 1995 — «You Are Not Alone»
- 1995 — «Earth Song»
- 1997 — «Blood on the Dance Floor»

## Відеографія
| Рік  | Музичні відео                                  | Режисер                          |
| ---- | ---------------------------------------------- | -------------------------------- |
| 1979 | «Don't Stop 'Til You Get Enough»               | Нік Секстон                      |
| 1979 | «Rock with You»                                | Брюс Гауєрс                      |
| 1980 | «She's Out Of My Life»                         | Брюс Гауєрс                      |
| 1983 | «Billie Jean»                                  | Стів Беррон                      |
| 1983 | «Beat It»                                      | Боб Джиралді                     |
| 1983 | «Say Say Say»                                  | Боб Джиралді                     |
| 1983 | «Thriller»                                     | Джон Лендіс                      |
| 1987 | «Bad»                                          | Мартін Скорсезе                  |
| 1987 | «The Way You Make Me Feel»                     | Джо Питка                        |
| 1988 | «Dirty Diana»                                  | Джо Питка                        |
| 1988 | «Man in the Mirror»                            | Дональд Вілсон                   |
| 1988 | «Another Part Of Me»                           | Патрік Келлі                     |
| 1988 | «Smooth Criminal»                              | Колін Чилверс                    |
| 1988 | «Come Together»                                | Джеррі Крамер і Колін Чилверс    |
| 1989 | «Leave Me Alone»                               | Джим Блешфілд і Пол Дінер        |
| 1989 | «Liberian Girl»                                | Джим Юкіч                        |
| 1991 | «Black or White»                               | Джон Лендіс                      |
| 1992 | «Remember The Time»                            | Джон Сінглтон                    |
| 1992 | «In The Closet»                                | Герб Ріттс                       |
| 1992 | «Who Is It»                                    | Девід Фінчер                     |
| 1992 | «Jam»                                          | Майкл Джексон і Девід Келлог     |
| 1992 | «Heal The World»                               | Джо Питка                        |
| 1993 | «Give in to Me»                                | Енді Моаран                      |
| 1993 | «Will You Be There»                            | Вінсент Патерсон                 |
| 1993 | «Gone Too Soon»                                | Білл Ді Чикко                    |
| 1995 | «HIStory Teaser»                               | Руперт Вейнрайт                  |
| 1995 | «Scream»                                       | Марк Романек                     |
| 1995 | «Childhood»                                    | Ніколас Брандт                   |
| 1995 | «You Are Not Alone»                            | Вейн Ішам                        |
| 1995 | «Earth Song»                                   | Ніколас Брандт                   |
| 1996 | «They Don't Care about Us» (Prison version)    | Спайк Лі                         |
| 1996 | «They Don't Care about Us» (Brazilian Version) | Спайк Лі                         |
| 1996 | «Stranger in Moscow»                           | Ніколас Брандт                   |
| 1997 | «Blood On The Dance Floor»                     | Майкл Джексон і Вінсент Патерсон |
| 1997 | «Ghosts»                                       | Стен Вінстон                     |
| 2001 | «You Rock My World»                            | Пол Хантер                       |
| 2001 | «Cry»                                          | Ніколас Брандт                   |

### Фільмографія
| Рік  | Фільм            | Роль                         | Режисер                                   |
| ---- | ---------------- | ---------------------------- | ----------------------------------------- |
| 1978 | Оз               | Страшило                     | Сідні Люмет                               |
| 1986 | Капітан ІО       | Капітан ІО                   | Френсіс Форд Коппола                      |
| 1988 | Місячна хода     | Майкл Джексон                | Джеррі Крамер Джим Блешфілд Колін Чилверс |
| 1997 | Привиди          | Маестро/Мер/Вовкулака/Скелет | Стен Вінстон                              |
| 2002 | Люди в чорному 2 | Агент М                      | Баррі Зонненфельд                         |
| 2004 | Міс Ізгой        | Агент MJ                     | Браян Майкл Стіллер                       |

## Вшанування пам'яті
- Його ім'я вибите на Алеї Слави в Голлівуді.

### Філателія
Майклу Джексону присвячені поштові марки й інші філателістичні матеріали островів Сент-Вінсент, Британських Віргінських островів, Буркіна-Фасо, Анголи, Бурунді, Гвінеї та інших країн. У більшості випадків подібні випуски слід розглядати як спекулятивні.

## Критика та сприйняття
- В інтерв'ю газеті «Корр'єре делла Сера» від 28 червня 2009 року італійський співак Адріано Челентано схвально відгукувався про творчість і особистість Майкла Джексона словами:

| «Зізнаюся, Майкл Джексон став потрясінням для мене, коли я вперше відчув Billie Jean з альбому Thriller. Я був вражений не тільки оригінальною манерою співу, але й інноваційними аранжуваннями Квінсі Джонса. Геніальне уривчасте звучання смичкових в одному ритмі і лаконічний бас, що означають насамперед очікування появи короля. Вже у вступі, насправді перш ніж я почув його голос, у мене було дивне відчуття, ніби бас, той що створює напругу, і ті пронизливі скрипки на тлі — були його голосом. Вони ніби передбачали: "Я прийшов... Я побуду тут недовго...". І він був там. Вступні ноти були прелюдією до майбутньої музичної події. Потім виник його голос. А в кінці, навіть не прослухавши інші пісні альбому, я вже відчув гомін того буревію, який пронесеться по всій землі через нього».[94] |